# SN 2006cn
SN 2006cn – supernowa typu II odkryta 25 maja 2006 roku w galaktyce A132149-2351. W momencie odkrycia miała maksymalną jasność 19,00m.